# Шемякина, Доротея Михайловна
Доротея Миха́йловна Шемя́кина (9 мая 1964, Ленинград, СССР — 20 января 2018, Эндр, Франция) — художница, живописец, книжный график. Дочь Михаила Шемякина.

## Биография
Доротея Михайловна Шемякина родилась 9 мая 1964 года в Ленинграде, в семье художников Михаила Шемякина и Ребекки Модлен. Художественное образование получила у родителей, которые помогали дочери с раннего детства проявить дар рисовальщика.
Летом 1971 года Доротея с матерью эмигрировали. По приглашению владелицы галереи и певицы Дины Верни они прибыли во Францию и обосновались в её загородном доме. Спустя пять месяцев к ним присоединился выдворенный из СССР Михаил Шемякин.
В 1983 году Доротея Шемякина переехала в Грецию (первое время они вместе с матерью жили на острове Идра). С 1986 года она проживала в Афинах. Последние годы она жила во Франции неподалёку от дома своего отца.
Умерла 20 января в 2018 году от тяжёлой формы сахарного диабета.

## Творческая жизнь
В общей сложности у Доротеи Шемякиной состоялось пять персональных выставок:
- Gallery Eduard Nakhamkin Fine Arts (New York, Los Angeles), 1980;
- Spencertown Academy Arts Center (Spensertown, N. Y.), 1992;
- Galerie Marie-Therese Cochin (Paris), 1992;
- Galerie Carpentier (Paris), 1994. «La Tauromachie de Dorothee Chemiakine»;
- Galerie Ios (Athenes), 2004.

Она приняла участие также более чем в двадцати групповых выставках; нередко — в творческом альянсе с отцом. Ниже приведены некоторые из них:
- Asylum Gallery (Ghent, N. Y.), 1993;
- Mandarin Oriental Fine Arts (Hong Kong), 1995
- или совместно с матерью:
- Galerie Costakis (Athenes), 1988;
- Galerie Jean-Paul Villain (Paris), 1989;
- Галерея «Крымский вал». Центральный дом художника (Москва), 1993 (Ребекка, Доротея и Михаил Шемякины);
- Michael Kisslinger Gallery (New York), 1994;
- Национальный художественный музей Украины (Киев), 1997 (Ребекка, Доротея и Михаил Шемякины).